# Liste des cantons du Doubs

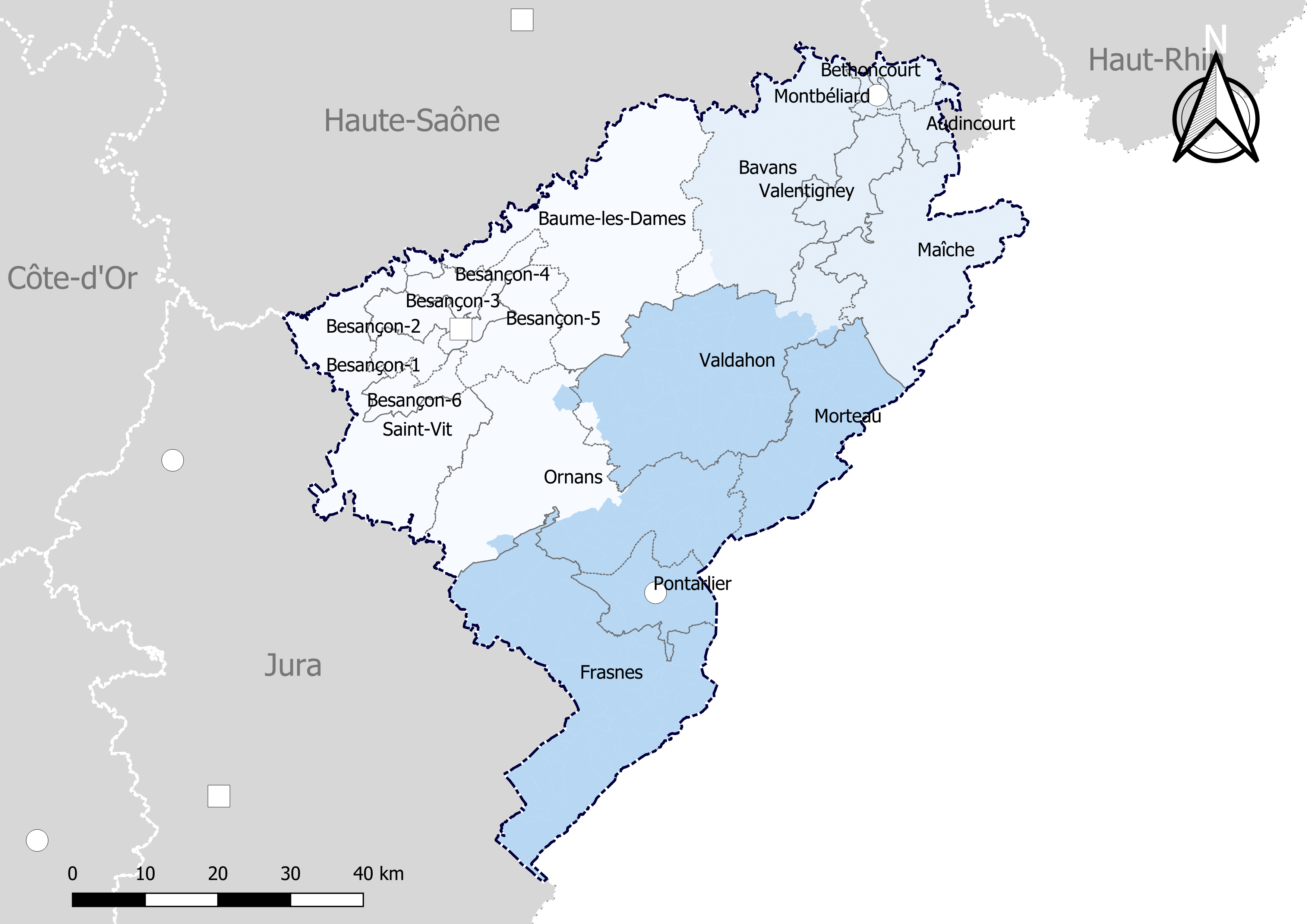
Découpage cantonal du département du Doubs, avec en surimpression les arrondissements (en nuances de bleu) - Carte arrêtée au 1er janvier 2019.

Le département du Doubs compte 19 cantons depuis le redécoupage de 2014. Parmi ceux-ci, Bavans est partagé entre deux arrondissements (Besançon et Montbéliard) de même qu'Ornans (Besançon et Pontarlier) tandis que Valdahon  est partagé entre les trois : Besançon, Montbéliard et Pontarlier.

## Histoire

### Découpage cantonal de 1973 à 2015
Le redécoupage de 1973 a entraîné les modifications suivantes :
- le canton d'Audincourt est divisé en 2 cantons: canton d'Audincourt et canton de Sochaux-Grand-Charmont.
- le canton de Montbéliard est divisé en 2 cantons: canton de Montbéliard-Est et canton de Montbéliard-Ouest.

Le redécoupage de 1982 a entraîné les modifications suivantes :
- le canton d'Audincourt est divisé en 2 cantons : canton d'Audincourt et canton de Valentigney,
- le canton de Besançon-Nord est divisé en 2 cantons : canton de Besançon-Nord-Est et canton de Besançon-Nord-Ouest,
- le canton de Besançon-Ouest est divisé en 2 cantons : canton de Besançon-Ouest et canton de Besançon-Planoise,
- le canton de Sochaux-Grand-Charmont est divisé en 2 cantons : canton de Sochaux-Grand-Charmont et canton d'Étupes[1].

Liste des 35 cantons du département du Doubs, par arrondissement :
- arrondissement de Besançon (15 cantons - préfecture : Besançon) :
canton d'Amancey - canton d'Audeux - canton de Baume-les-Dames - canton de Besançon-Est - canton de Besançon-Nord-Est - canton de Besançon-Nord-Ouest - canton de Besançon-Ouest - canton de Besançon-Planoise - canton de Besançon-Sud - canton de Boussières - canton de Marchaux - canton d'Ornans - canton de Quingey - canton de Rougemont - canton de Roulans
- arrondissement de Montbéliard (12 cantons - sous-préfecture : Montbéliard) :
canton d'Audincourt - canton de Clerval - canton d'Étupes - canton de Hérimoncourt - canton de L'Isle-sur-le-Doubs - canton de Maîche - canton de Montbéliard-Est - canton de Montbéliard-Ouest - canton de Pont-de-Roide - canton de Saint-Hippolyte - canton de Sochaux-Grand-Charmont - canton de Valentigney
- arrondissement de Pontarlier (8 cantons - sous-préfecture : Pontarlier) :
canton de Levier - canton de Montbenoît - canton de Morteau - canton de Mouthe - canton de Pierrefontaine-les-Varans (2009) - canton de Pontarlier - canton du Russey (2009) - canton de Vercel-Villedieu-le-Camp (2009)

Avant 2009, le canton de Pierrefontaine-les-Varans et le canton de Vercel-Villedieu-le-Camp étaient rattachés à l'arrondissement de Besançon, et le canton du Russey à l'arrondissement de Montbéliard.
Il n'existe pas d'homonymie exacte pour les cantons de Rougemont et Saint-Hippolyte, mais il en existe pour les communes chefs-lieux.

### Redécoupage cantonal de 2014

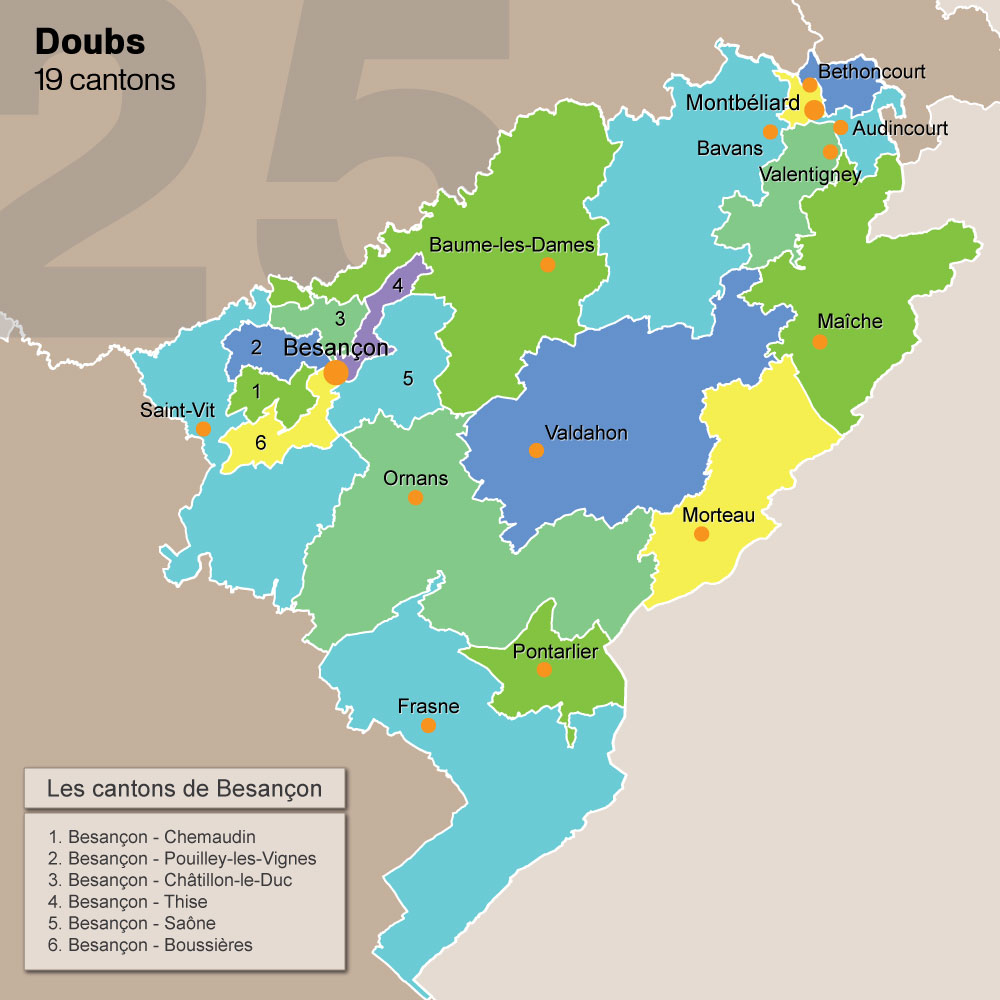
Cantons du Doubs à partir de 2015

Dans la poursuite de la réforme territoriale engagée en 2010, l'Assemblée nationale adopte définitivement le 17 avril 2013 la réforme du mode de scrutin pour les élections départementales destinée à garantir la parité hommes/femmes. Les lois (loi organique 2013-402 et loi 2013-403) sont promulguées le 17 mai 2013. Un nouveau découpage territorial est défini par décret du 25 février 2014 pour le département du Doubs. Celui-ci entre en vigueur lors du premier renouvellement général des assemblées départementales suivant la publication du décret, soit en mars 2015. Les conseillers départementaux sont élus au scrutin majoritaire binominal mixte. Les électeurs de chaque canton éliront au Conseil départemental, nouvelle appellation du Conseil général, deux membres de sexes différents, qui se présenteront en binôme de candidats. Les conseillers départementaux seront élus pour 6 ans au scrutin binominal majoritaire à deux tours, l'accès au second tour nécessitant 10 % des inscrits au 1er tour. En outre la totalité des conseillers départementaux est renouvelée.
Ce nouveau mode de scrutin nécessite un redécoupage des cantons dont le nombre est divisé par deux avec arrondi à l'unité impaire supérieure si ce nombre n'est pas entier impair et avec des conditions de seuils minimaux. Dans le Doubs le nombre de cantons passe ainsi de 35 à 19.
Les critères du remodelage cantonal sont les suivants : le territoire de chaque canton doit être défini sur des bases essentiellement démographiques, le territoire de chaque canton doit être continu et les communes de moins de 3 500 habitants sont entièrement comprises dans le même canton. Il n’est fait référence, ni aux limites des arrondissements, ni à celles des circonscriptions législatives.
Conformément à de multiples décisions du Conseil constitutionnel depuis 1985 et notamment sa décision no 2010-618 DC du 9 décembre 2010, il est admis que le principe d’égalité des électeurs au regard des critères démographiques est respecté lorsque le ratio conseiller/habitant de la circonscription est compris dans une fourchette de 20 % de part et d'autre du ratio moyen conseiller/habitant du département. Pour le département du Doubs, la population de référence est la population légale en vigueur au 1er janvier 2013, à savoir la population millésimée 2010, soit 527 770 habitants. Avec 19 cantons la population moyenne par conseiller départemental est de 27 777 habitants. Ainsi la population de chaque nouveau canton doit-elle être comprise entre 22 222 habitants et 33 333 habitants pour respecter le principe de l'égalité citoyenne au vu des critères démographiques.

### Décret de 2019
À la suite de la création dans le Doubs, à partir de 2015, de plusieurs communes nouvelles, la liste des communes de plusieurs cantons est actualisée par un décret du 7 novembre 2019.

## Composition actuelle

### Composition détaillée
| N° | Nom du Canton   | Bureau centralisateur | Population 2012 | Écart /moyenne | Nombre de communes entières | Communes composant le canton |
| -- | --------------- | --------------------- | --------------- | -------------- | --------------------------- | --- |
| 1  | Audincourt      | Audincourt            | 31 176          | 1,12           | 9                           | Arbouans, Audincourt, Badevel, Dampierre-les-Bois, Dasle, Hérimoncourt, Seloncourt, Taillecourt, Vandoncourt. |
| 2  | Baume-les-Dames | Baume-les-Dames       | 28 669          | 1,03           | 96                          | Abbenans, Adam-Les-Passavant, Aïssey, Autechaux, Avilley, Battenans-Les-Mines,Baume-Les-Dames, Blarians, Bonnal, Bonnay, Bouclans, Breconchaux, La Bretenière,Bretigney-Notre-Dame, Cendrey, Champlive, Châtillon-Guyotte, Chevroz, Corcelle-Mieslot, Côtebrune, Cubrial, Cubry, Cusance, Cuse-et-Adrisans, Cussey-sur-L’Ognon, Dammartin-les-Templiers, Devecey, Esnans, Flagey-Rigney, Fontenelle-Montby, Fontenotte, Fourbanne, Geneuille, Germondans, Glamondans, Gondenans Montby, Gondenans-les-Moulins, Gonsans, Gouhelans, Grosbois, Guillon-les-Bains, Huanne-Montmartin, Hyèvre-Magny, Hyèvre-Paroisse, , Laissey, Le Puy, L’Écouvotte, Lomont-sur-Crête, Luxiol, Mérey-Vieilley, Mésandans, Moncey, Mondon, Montagney-Servigney, Montivernage, Montussaint, Naisey-les-Granges, Nans, Ollans, Osse, Ougney-Douvot, Palise, Passavant, Pont-les-Moulins, Pouligney-Lusans, Puessans, Rigney, Rignosot, Rillans, Rognon, Romain, Rougemont, Rougemontot, Roulans, Saint-Hilaire, Saint-Juan, Séchin, Silley-Bléfond, Tallans,, Thurey-le-Mont, La Tour-de-Sçay, Tournans, Tressandans, Trouvans, Uzelle, Val-de-Roulans, Valleroy, Venise, Vennans, Vergranne, Verne, Vieilley, Viéthorey, Villers-Grélot, Villers-Saint-Martin, Voillans |
| 3  | Bavans          | Bavans                | 31 506          | 1,13           | 71                          | Accolans, Aibre, Allondans, Anteuil, Appenans, Arcey, Bavans, Belvoir, Berche, Beutal, Blussangeaux, Blussans, Bournois, Branne, Bretigney, Chazot, Colombier-Fontaine, Crosey-le-Grand, Crosey-le-Petit, Dampierre-sur-le-Doubs, Désandans, Dung, Échenans, Étouvans, Étrappe, Faimbe, Fontaine-lès-Clerval, Gémonval, Geney, L'Hôpital-Saint-Lieffroy, Hyémondans, L'Isle-sur-le-Doubs, Issans, Laire, Lanans, Lanthenans, Longevelle-sur-Doubs, Lougres, Mancenans, Marvelise, Médière, Montenois, Onans, Orve, Pays-de-Clerval, Pompierre-sur-Doubs, Présentevillers, La Prétière, Rahon, Randevillers, Rang, Raynans, Roche-lès-Clerval, Saint-Georges-Armont, Saint-Julien-lès-Montbéliard, Saint-Maurice-Colombier, Sainte-Marie, Sancey, Semondans, Servin, Sourans, Soye, Surmont, Valonne, Vaudrivillers, Vellerot-lès-Belvoir, Vellevans, Vernois-lès-Belvoir, Le Vernoy, Villars-sous-Écot, Vyt-lès-Belvoir. |
| 4  | Besançon-1      | Besançon              | 29 709          | 1,06           | 6 + fraction Besançon       | 1° Les communes suivantes : Avanne-Aveney, Chemaudin-et-Vaux, Dannemarie-sur-Crète, Franois, Grandfontaine, Rancenay. 2° La partie de la commune de Besançon située à l'ouest d'une ligne définie par l'axe des voies et limites suivantes : depuis la limite territoriale de la commune de Beure, boulevard Ouest, boulevard John-Fitzgerald-Kennedy, ligne de chemin de fer joignant les ponts surplombant le boulevard Kennedy et la rue Jacquard, rue Jacquard, boulevard du Président-John-Fitzgerald-Kennedy, rue Denis-Papin, ligne droite jusqu'au chemin des Écoles-de-Tilleroyes, chemin des Écoles-de-Tilleroyes, route de Gray, jusqu'à la limite territoriale de la commune de Pouilley-les-Vignes. |
| 5  | Besançon-2      | Besançon              | 29 078          | 1,04           | 11 + fraction Besançon      | 1° Les communes suivantes : Audeux, Champagney, Champvans-les-Moulins, Chaucenne, École-Valentin, Mazerolles-le-Salin, Noironte, Pelousey, Pirey, Pouilley-les-Vignes, Serre-les-Sapins. 2° La partie de la commune de Besançon située à l'ouest d'une ligne définie par l'axe des voies et limites suivantes : depuis la limite territoriale de la commune d'École-Valentin, route de Vesoul (nationale 57), rue de Vesoul, ligne de chemin de fer joignant le pont surplombant la rue Jacquard, rue Jacquard, boulevard du Président-John-Fitzgerald-Kennedy, rue Denis-Papin, ligne droite jusqu'au chemin des Écoles-de-Tilleroyes, chemin des Écoles-de-Tilleroyes, route de Gray, jusqu'à la limite territoriale de la commune de Pirey. |
| 6  | Besançon-3      | Besançon              | 29 146          | 1,04           | 4 + fraction de Besançon    | 1° Les communes suivantes : Les Auxons, Châtillon-le-Duc, Miserey-Salines, Tallenay. 2° La partie de la commune de Besançon située au nord d'une ligne définie par l'axe des voies et limites suivantes : depuis la limite territoriale de la commune d'École-Valentin, route de Vesoul (nationale 57), rue de Vesoul, ligne de chemin de fer, rue du Chasnot, rue Henri-et-Maurice-Baigue, boulevard Léon-Blum, rue Frédéric-Chopin, rue Charles-Gounod, rue des Fluttes-Agasses, rue de la Famille, rue des Cras, rue du Papillon, rue de Belfort, rue de la Pernotte, avenue de la Vaite, chemin du Vernois, rue Max-Jacob, rue Anne-Franck, rue François-Rein, rue Francis-Carco, jusqu'à la limite territoriale de la commune de Chalezeule. |
| 7  | Besançon-4      | Besançon              | 29 886          | 1,07           | 6 + fraction Besançon       | 1° Les communes suivantes : Braillans, Chalèze, Chalezeule, Champoux, Marchaux-Chaudefontaine, Thise. 2° La partie de la commune de Besançon située à l'est d'une ligne définie par l'axe des voies et limites suivantes : depuis la limite territoriale de la commune de Chalezeule, cours du Doubs, passerelle Denfert-Rochereau (île Saint-Pierre exclue), avenue du Maréchal-Foch, rue de la Viotte, rue Jeanneney, rue du Chasnot, rue Henri-et-Maurice-Baigue, boulevard Léon-Blum, rue Frédéric-Chopin, rue Charles-Gounod, rue des Fluttes-Agasses, rue de la Famille, rue des Cras, rue du Papillon, rue de Belfort, rue de la Pernotte, avenue de la Vaite, chemin du Vernois, rue Max-Jacob, rue Anne-Franck, rue François-Rein, rue Francis-Carco, jusqu'à la limite territoriale de la commune de Chalezeule. |
| 8  | Besançon-5      | Besançon              | 28 639          | 1,02           | 15 + fraction Besançon      | 1° Les communes suivantes : Amagney, La Chevillotte, Deluz, Fontain, Gennes, Le Gratteris, Mamirolle, Montfaucon, Morre, Nancray, Novillars, Roche-lez-Beaupré, Saône, Vaire, La Vèze. 2° La partie de la commune de Besançon non incluse dans les cantons de Besançon-1, Besançon-2, Besançon-3, Besançon-4 et Besançon-6. |
| 9  | Besançon-6      | Besançon              | 30 896          | 1,11           | 10 + fraction Besançon      | 1° Les communes suivantes : Beure, Boussières, Busy, Larnod, Montferrand-le-Château, Osselle-Routelle, Pugey, Thoraise, Torpes, Vorges-les-Pins. 2° La partie de la commune de Besançon située à l'ouest d'une ligne définie par l'axe des voies et limites suivantes : depuis la limite territoriale de la commune de Beure, cours du Doubs, passerelle Denfert-Rochereau (île Saint-Pierre incluse), avenue du Maréchal-Foch, rue de la Viotte, rue Jeanneney, rue du Chasnot, ligne de chemin de fer joignant les ponts surplombant la rue Jacquard et le boulevard Kennedy, boulevard du Président-John-Fitzgerald-Kennedy, boulevard Ouest, jusqu'à la limite territoriale de la commune de Beure. |
| 10 | Bethoncourt     | Bethoncourt           | 30 492          | 1,09           | 11                          | Allenjoie, Bethoncourt, Brognard, Dambenois, Étupes, Exincourt, Fesches-le-Châtel, Grand-Charmont, Nommay, Sochaux, Vieux-Charmont. |
| 11 | Frasne          | Frasne                | 23 182          | 0,83           | 47                          | Arc-sous-Montenot, Bannans, Bonnevaux, Boujailles, Bouverans, Brey-et-Maison-du-Bois, Bulle, Chapelle-des-Bois, Chapelle-d'Huin, Châtelblanc, Chaux-Neuve, Courvières, Le Crouzet, Dompierre-les-Tilleuls, Fourcatier-et-Maison-Neuve, Les Fourgs, Frasne, Gellin, Les Grangettes, Les Hôpitaux-Neufs, Les Hôpitaux-Vieux, Jougne, Labergement-Sainte-Marie, Levier, Longevilles-Mont-d'Or, Malbuisson, Malpas, Métabief, Montperreux, Mouthe, Oye-et-Pallet, Petite-Chaux, La Planée, Les Pontets, Reculfoz, Remoray-Boujeons, La Rivière-Drugeon, Rochejean, Rondefontaine, Saint-Antoine, Saint-Point-Lac, Sarrageois, Touillon-et-Loutelet, Vaux-et-Chantegrue, Les Villedieu, Villeneuve-d'Amont, Villers-sous-Chalamont. |
| 12 | Maîche          | Maîche                | 23 920          | 0,86           | 51                          | Abbévillers, Autechaux-Roide, Belfays, Bief, Blamont, Bondeval, Les Bréseux, Burnevillers, Cernay-l'Église, Chamesol, Charmauvillers, Charquemont, Courtefontaine, Dampjoux, Damprichard, Dannemarie, Les Écorces, Écurcey, Ferrières-le-Lac, Fessevillers, Fleurey, Fournet-Blancheroche, Frambouhans, Froidevaux, Glay, Glère, Goumois, Indevillers, Liebvillers, Maîche, Mancenans-Lizerne, Meslières, Montancy, Montandon, Mont-de-Vougney, Montécheroux, Montjoie-le-Château, Orgeans-Blanchefontaine, Pierrefontaine-lès-Blamont, Les Plains-et-Grands-Essarts, Roches-lès-Blamont, Saint-Hippolyte, Soulce-Cernay, Les Terres-de-Chaux, Thiébouhans, Thulay, Trévillers, Urtière, Valoreille, Vaufrey, Villars-lès-Blamont. |
| 13 | Montbéliard     | Montbéliard           | 30 644          | 1,10           | 4                           | Bart, Courcelles-lès-Montbéliard, Montbéliard, Sainte-Suzanne. |
| 14 | Morteau         | Morteau               | 25 732          | 0,92           | 25                          | Le Barboux, Le Bélieu, Le Bizot, Bonnétage, La Bosse, La Chenalotte, Les Combes, Les Fins, Les Fontenelles, Grand'Combe-Châteleu, Grand'Combe-des-Bois, Les Gras, Laval-le-Prieuré, Le Luhier, Le Mémont, Montbéliardot, Mont-de-Laval, Montlebon, Morteau, Narbief, Noël-Cerneux, Plaimbois-du-Miroir, Le Russey, Saint-Julien-lès-Russey, Villers-le-Lac. |
| 15 | Ornans          | Ornans                | 24 939          | 0,89           | 60                          | Les Alliés, Amancey, Amathay-Vésigneux, Amondans, Arçon, Arc-sous-Cicon, Aubonne, Bians-les-Usiers, Bolandoz, Bugny, Cademène, Chantrans, Chassagne-Saint-Denis, Châteauvieux-les-Fossés, La Chaux, Cléron, Crouzet-Migette, Déservillers, Durnes, Échevannes, Éternoz, Évillers, Fertans, Flagey, Gevresin, Gilley, Goux-les-Usiers, Hauterive-la-Fresse, L'Hôpital-du-Grosbois, Lavans-Vuillafans, Lizine, Lods, Longeville, La Longeville, Maisons-du-Bois-Lièvremont, Malans, Malbrans, Montbenoît, Montflovin, Montgesoye, Montmahoux, Les Monts-Ronds, Mouthier-Haute-Pierre, Nans-sous-Sainte-Anne, Ornans, Ouhans, Renédale, Reugney, Saint-Gorgon-Main, Sainte-Anne, Saraz, Saules, Scey-Maisières, Septfontaines, Silley-Amancey, Sombacour, Tarcenay-Foucherans, Trépot, Ville-du-Pont, Vuillafans. |
| 16 | Pontarlier      | Pontarlier            | 26 500          | 0,95           | 10                          | Chaffois, La Cluse-et-Mijoux, Dommartin, Doubs, Granges-Narboz, Houtaud, Pontarlier, Sainte-Colombe, Verrières-de-Joux, Vuillecin. |
| 17 | Saint-Vit       | Saint-Vit             | 23 756          | 0,85           | 61                          | Abbans-Dessous, Abbans-Dessus, Arc-et-Senans, Bartherans, Berthelange, Brères, Buffard, Burgille, By, Byans-sur-Doubs, Cessey, Charnay, Chay, Chenecey-Buillon, Chevigney-sur-l'Ognon, Chouzelot, Corcelles-Ferrières, Corcondray, Courcelles, Courchapon, Cussey-sur-Lison, Échay, Émagny, Épeugney, Étrabonne, Ferrières-les-Bois, Fourg, Franey, Goux-sous-Landet, Jallerange, Lantenne-Vertière, Lavans-Quingey, Lavernay, Liesle, Lombard, Mercey-le-Grand, Mesmay, Moncley, Montrond-le-Château, Le Moutherot, Myon, Palantine, Paroy, Pessans, Placey, Pouilley-Français, Quingey, Recologne, Rennes-sur-Loue, Ronchaux, Roset-Fluans, Rouhe, Ruffey-le-Château, Rurey, Saint-Vit, Samson, Sauvagney, Le Val, Velesmes-Essarts, Villars-Saint-Georges, Villers-Buzon. |
| 18 | Valdahon        | Valdahon              | 24 196          | 0,87           | 58                          | Adam-lès-Vercel, Avoudrey, Battenans-Varin, Belleherbe, Belmont, Bremondans, Bretonvillers, Chamesey, Charmoille, Chaux-lès-Passavant, Chevigney-lès-Vercel, Consolation-Maisonnettes, Cour-Saint-Maurice, Courtetain-et-Salans, Domprel, Épenouse, Épenoy, Étalans, Étray, Eysson, Fallerans, Flangebouche, Fuans, Germéfontaine, Fournets-Luisans, Grandfontaine-sur-Creuse, La Grange, Guyans-Durnes, Guyans-Vennes, Landresse, Laviron, Longechaux, Longemaison, Longevelle-lès-Russey, Loray, Magny-Châtelard, Orchamps-Vennes, Orsans, Ouvans, Passonfontaine, Péseux, Pierrefontaine-les-Varans, Plaimbois-Vennes, Les Premiers Sapins, Provenchère, Rosières-sur-Barbèche, Rosureux, La Sommette, Valdahon, Vaucluse, Vauclusotte, Vellerot-lès-Vercel, Vennes, Vercel-Villedieu-le-Camp, Vernierfontaine, Villers-Chief, Villers-la-Combe, Voires. |
| 19 | Valentigney     | Valentigney           | 28 996          | 1,04           | 15                          | Bourguignon, Dambelin, Écot, Feule, Goux-lès-Dambelin, Mandeure, Mathay, Neuchâtel-Urtière, Noirefontaine, Pont-de-Roide-Vermondans, Rémondans-Vaivre, Solemont, Valentigney, Villars-sous-Dampjoux, Voujeaucourt. |
|    |                 |                       | 531 062         |                | 573                         | |

### Répartition par arrondissement
Contrairement à l'ancien découpage où chaque canton était inclus à l'intérieur d'un seul arrondissement, le nouveau découpage territorial s'affranchit des limites des arrondissements. Certains cantons peuvent être composés de communes appartenant à des arrondissements différents. C'est le cas de Bavans, Ornans et Valdahon.
Le tableau suivant présente la répartition par arrondissement :
| N° | Canton          | Besançon                          | Montbéliard | Pontarlier                       | Total                             |
| -- | --------------- | --------------------------------- | ----------- | -------------------------------- | --------------------------------- |
| 1  | Audincourt      |                                   | 9           |                                  | 9                                 |
| 2  | Baume-les-Dames | 96                                |             |                                  | 96                                |
| 3  | Bavans          | 3                                 | 68          |                                  | 71                                |
| 4  | Besançon-1      | 6 + fraction Besançon             |             |                                  | 6 + fraction Besançon             |
| 5  | Besançon-2      | 11 + fraction Besançon            |             |                                  | 11 + fraction Besançon            |
| 6  | Besançon-3      | 4+ fraction Besançon              |             |                                  | 4 + fraction Besançon             |
| 7  | Besançon-4      | 6 + fraction Besançon             |             |                                  | 6+ fraction Besançon              |
| 8  | Besançon-5      | 14 + fraction Besançon et Fontain |             |                                  | 14+ fraction Besançon et Fontain  |
| 9  | Besançon-6      | 10 + fraction Besançon et Fontain |             |                                  | 10 + fraction Besançon et Fontain |
| 10 | Bethoncourt     |                                   | 11          |                                  | 11                                |
| 11 | Frasne          |                                   |             | 46 + Levier en partie            | 46 + Levier en partie             |
| 12 | Maîche          |                                   | 51          |                                  | 51                                |
| 13 | Montbéliard     |                                   | 4           |                                  | 4                                 |
| 14 | Morteau         |                                   |             | 25                               | 25                                |
| 15 | Ornans          | 40                                |             | 21 + Étalans et Levier en partie | 61 + Étalans et Levier en partie  |
| 16 | Pontarlier      |                                   |             | 10                               | 10                                |
| 17 | Saint-Vit       | 62                                |             |                                  | 62                                |
| 18 | Valdahon        | 2                                 | 10          | 45+ Étalans en partie            | 57 + Étalans en partie            |
| 19 | Valentigney     |                                   | 15          |                                  | 15                                |
|    |                 | 256                               | 168         | 149                              | 573                               |